# Bearsden
Bearsden är en ort i Storbritannien.   Den ligger i kommunen East Dunbartonshire och riksdelen Skottland, i den centrala delen av landet, 600 km nordväst om huvudstaden London. Bearsden ligger 49 meter över havet och antalet invånare är 27 839.
Terrängen runt Bearsden är platt åt sydost, men åt nordväst är den kuperad. Terrängen runt Bearsden sluttar söderut. Runt Bearsden är det mycket tätbefolkat, med 3 895 invånare per kvadratkilometer. Närmaste större samhälle är Glasgow, 7,3 km sydost om Bearsden. Runt Bearsden är det i huvudsak tätbebyggt.